# TV Goiânia
TV Goiânia é uma emissora de televisão brasileira sediada em Goiânia, capital do estado de Goiás. Opera no canal 11 (30 UHF digital) e é afiliada ao Canal UOL. Foi fundado pelos Diários Associados em 1996 e foi vendida em 2002 para o empresário Wellington Salgado de Oliveira, seu atual proprietário. Seus estúdios estão sediados no bairro da Serrinha, e sua antena de transmissão está no Morro do Mendanha, no bairro Jardim Petrópolis.
O canal 11 em si está no ar desde de o fim dos anos 80 como retransmissora da TV Brasília, porém foi a partir de 1996 pelos Diários Associados que passou a ser oficialmente geradora, deixando de retransmitir a programação da TV Brasília e da Rede Manchete, virando por sua vez afiliada da Rede Bandeirantes, que um ano antes ficava sem sinal no estado após a filiação da TV Brasil Central a TV Cultura.

## História

### Rede Bandeirantes (1987–2024)
No dia 11 de novembro de 1987, a TV Brasília forma parceria com a agência Makro Publicidade, formando a Rede Manchete Centro, com geradora em Brasília, pelo canal seis e uma repetidora em Goiânia, pelo canal 11 VHF. A mudança duplicou o alcance da cobertura da TV Brasília, passando a cobrir um mercado potencial de 4 milhões de espectadores. A partir de então havia na capital goiana um pequeno núcleo comercial e jornalístico. Porém, cerca de dez anos mais tarde, a parceria foi desfeita, quando os Associados relançaram a emissora como TV Goiânia, agora afiliada à Rede Bandeirantes.
No mês de julho de 1991, o Canal 11, que até então, apenas retransmitia o sinal da TV Brasília por completo, até os comerciais locais, passou a ser uma geradora.
A TV Goiânia foi fundada em 1º de março de 1996, pelos Diários Associados. Em 2 de junho de 2002, a Universidade Salgado de Oliveira, de Wellington Salgado de Oliveira adquiriu a emissora dos Diários Associados, e foram feitas uma série de mudanças na emissora, dentre elas a reativação do núcleo de jornalismo, a expansão do sinal, e a criação do programa Chumbo Grosso, de apelo popular. Durante 28 anos, a emissora foi afiliada à Rede Bandeirantes.
Durante o período de afiliação com a Rede Bandeirantes, possuia diversos programas, entre jornalísticos, esportivos, e também programas independentes, como televangelistas, televendas, etc. Em 2017, a emissora deixa de exibir o seu telejornal local, o Band Cidade.
Em junho de 2020, a emissora suspende seus programas locais alegando problemas operacionais por causa de sua mudança de sede. Em junho de 2021, a emissora contratou Mariana Martins, que havia saído da Record Goiás, para apresentar o seu novo programa, No Controle, que entrou no ar mês seguinte.

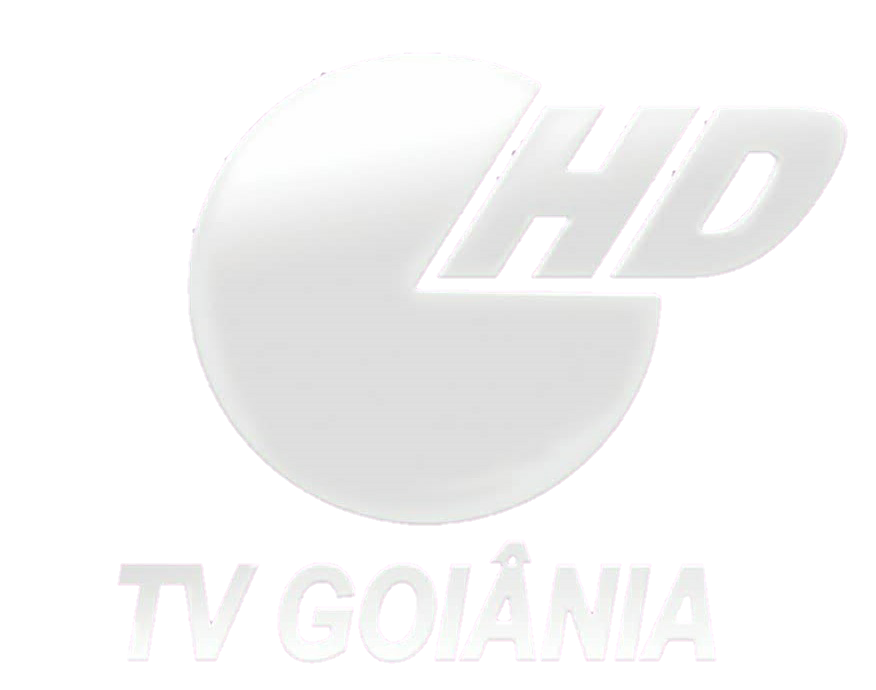
Logotipo utilizado até 2024 pela TV Goiânia, quando ainda era afiliada à Rede Bandeirantes.

Em 19 de outubro de 2023, a TV Goiânia anunciou que mudaria de nome pela primeira vez após 27 anos, para TV Bandeirantes Goiás. A mudança aconteceria no dia 6 de novembro, junto com o lançamento de uma nova programação, após Francis Maia, superintendente de comunicação da Companhia de Urbanização de Goiânia, assumir a direção da estação. Em 31 de outubro, no entanto, após o início da transição, a Bandeirantes não autorizou o uso de seu nome, interrompendo o processo de mudança. Além disso, as duas emissoras estavam passando por um período de crise, com a insatisfação do canal paulista em relação às interferências na programação nacional.
No dia 19 de dezembro, é anunciado que a emissora goiana não teve o contrato de retransmissão da Rede Bandeirantes renovado depois de 28 anos de parceria, perdendo a afiliação para a TV Sucesso, após esta anunciar um contrato de exclusividade com o canal paulista em todo o estado de Goiás, com a sua expansão pela Região Metropolitana de Goiânia.

### Rede Meio (2024–2025)
Em 1.° de março de 2024, data em que a TV completou 28 anos no ar, o então diretor e apresentador da Rede Meio Norte, Erlan Bastos, anunciou que a TV Goiânia se tornaria oficialmente a nova afiliada da Rede Meio Norte, informação esta que havia sido desmentida inicialmente. A parceria também prevê um programa semanal em rede nacional apresentado por Jorge Kajuru. A troca de bandeiras entre a Band, Meio Norte e a Record na TV Goiânia e na TV Sucesso aconteceu no dia 4 de março. Por volta da meia noite, o sinal da Band foi interrompido durante o encerramento do Apito Final e sendo substituído pelo da Meio Norte durante a exibição do filme Matadores de Velhinha, que já havia sido transmitido pelo Supercine, da TV Globo, dias antes.

### Canal UOL (2025-presente)
Em 1° de julho de 2025, o proprietário da TV Goiânia, Wellington Salgado, fechou contrato para a emissora retransmitir a programação do Canal UOL, sendo a primeira a exibir os programas do canal fechado. A estação deixou a Rede Meio às 23h36 do dia 8 de julho, após um intervalo comercial.

## Sinal digital
| Canal virtual | Canal digital | Resolução de tela | Programação                                     |
| ------------- | ------------- | ----------------- | ----------------------------------------------- |
| 11.1          | 30 UHF        | 1080i             | Programação principal da TV Goiânia / Canal UOL |

A emissora iniciou suas transmissões digitais através do canal 30 UHF em 16 de abril de 2014, para a cidade de Goiânia e áreas próximas.
Transição para o sinal digital
Com base no decreto federal de transição das emissoras de TV brasileiras do sinal analógico para o digital, a então TV Goiânia, bem como as outras emissoras de Goiânia, cessou suas transmissões pelo canal 11 VHF em 21 de junho de 2017, seguindo o cronograma oficial da ANATEL.

## Programas
Programas compuseram a grade da emissora e foram descontinuados:
- Acorda Goiás
- Band Cidade
- Band Goiás
- Barra Pesada
- Boa Tarde Goiás
- Brasil Urgente GO
- Câmera do Cidadão
- Canal
- Chão Goiano
- Goiânia na TV
- Chumbo Grosso
- Clips 94
- Eco Cerrado
- Estação Ciência
- Falando ao Coração
- Goiânia Notícias
- Goiás de Norte a Sul
- Hora H
- Ignição
- Jogo Aberto GO
- Jornal da Band Local
- Kajuru na Área
- Na Hora do Almoço
- Na Tela
- No Controle
- Os Donos da Bola GO
- Papo Cruel
- Papo de Bola
- Parabólica
- Rápidas do Esporte
- Repórter da Cidade
- Se Liga
- Telemanhã
- Teleshopping
- Verdão na TV
- Vida Urbana